# Bürgermeisterei Troisdorf
Die Bürgermeisterei Troisdorf war eine Verwaltungseinheit in der preußischen Rheinprovinz, die 1899 aus der Bürgermeisterei Siegburg-Land entstand. Dem Verwaltungsbezirk der Bürgermeisterei gehörte nur die Gemeinde Troisdorf an.
1927 wurde die Bürgermeisterei Troisdorf in Amt Troisdorf umbenannt.

## Geschichte
Das Verwaltungsgebiet der Bürgermeisterei Troisdorf war bis zum Beginn des 19. Jahrhunderts Teil des Amtes Blankenberg im Herzogtum Berg, das 1806 im Zusammenhang mit der Bildung des Rheinbundes im Großherzogtum Berg aufging. Im Jahre 1808 wurde durch die französische Verwaltung unter Napoléon Bonaparte Troisdorf der Mairie Siegburg im Kanton Siegburg, Arrondissement Mülheim, Département Rhein im Großherzogtum Berg zugeordnet.
Aufgrund der Beschlüsse auf dem Wiener Kongress wurde 1815 das Rheinland dem Königreich Preußen zugesprochen. Unter der preußischen Verwaltung wurden 1816 Regierungsbezirke, Kreise und Bürgermeistereien sowie zugehörige Gemeinden gebildet. Die Gemeinde Troisdorf gehörte zunächst zur Bürgermeisterei Siegburg im Kreis Siegburg (1825 in Siegkreis umbenannt) im Regierungsbezirk Cöln. Dieser gehörte zunächst zur Provinz Jülich-Kleve-Berg, die 1822 mit der Provinz Großherzogtum Niederrhein zur Rheinprovinz zusammengefasst wurde. Nachdem Siegburg 1857 die Stadtrechte erhalten hatte, gehörte Troisdorf zusammen mit der Gemeinde Wolsdorf zur Bürgermeisterei Siegburg-Land. Wolsdorf wurde 1899 nach Siegburg eingemeindet, die Bürgermeisterei Siegburg-Land aufgelöst und die Bürgermeisterei Troisdorf neu gebildet. 
So wie alle Landbürgermeistereien in der Rheinprovinz wurde die Bürgermeisterei Troisdorf 1927 in „Amt Troisdorf“ umbenannt.